# Joseph Thorarinn Thorson
Pour les articles homonymes, voir Thorson.
Joseph Thorarinn Thorson (15 mars 1889-6 juillet 1978) est un homme politique canadien du Manitoba. Il est député fédéral libéral de la circonscription manitobaine de Winnipeg-Centre-Sud de 1926 à 1930 et de Selkirk de 1935 à 1943. Il est ministre dans le cabinet du premier ministre Mackenzie King.

## Biographie
Né à Winnipeg au Manitoba, Thorson est récipiendaire d'une bourse Rhodes et vétéran de la Première Guerre mondiale.
Élu en 1926, il est défait en 1930. Effectuant un retour en 1935, il est réélu en 1940.
À partir de 1941, il est ministre des Services nationaux de guerre. Il démissionne en octobre 1942 afin d'accepter le poste de président la Cour de l'Échiquier du Canada (Cour fédérale).
Il est le frère du dessinateur et caricaturiste Charlie Thorson (1890-1966).  